# 道の駅尾瀬檜枝岐
道の駅尾瀬檜枝岐（みちのえき おぜひのえまた）は、福島県南会津郡檜枝岐村にある国道352号の道の駅である。

## 施設
- 駐車場
  - 普通車：55台
  - 大型車：5台
  - 身障者用：5台
- トイレ：10器
  - 身障者用：1器
- 公衆電話
- 食事処・売店「山人家（やもーどや）」（毎週火・水・木は休業、11月～5月は冬季休業）
- 尾瀬の郷交流センター・レストラン「水芭蕉」
- 総合温泉スポーツ施設「アルザ尾瀬の郷」
- 体育館
- 情報コーナー
- 観光案内所
- 休憩所

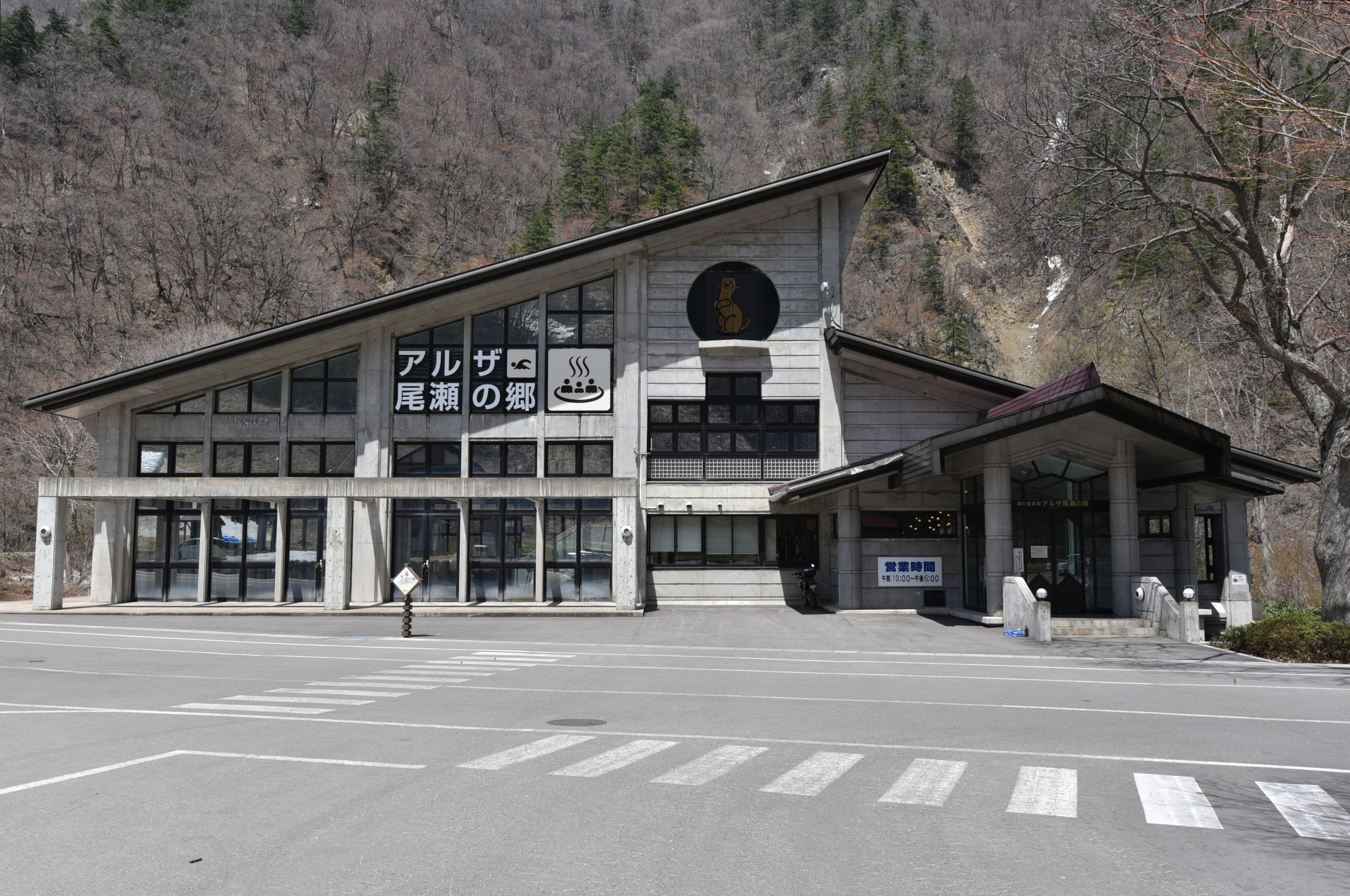
温水プールと温泉施設「アルザ尾瀬の郷」

## 交通アクセス
- 会津若松市街から車で約2時間
- 会津田島駅から会津バス檜枝岐線で約1時間20分、「道の駅尾瀬檜枝岐前」下車すぐ